# Moneta (Virginia)
Moneta es una comunidad no incorporada en el condado de Bedford, Virginia, Estados Unidos, que se encuentra a lo largo de la ruta 122 entre Bedford y Rocky Mount; la ruta tiene una derivación alrededor de la comunidad.
Moneta se popularizó como el lugar de rodaje de escenas en la película ¿Qué pasa con Bob?. En la película, Bob llegó en autobús con su pez de colores y se fue a una tienda local, que sigue en pie, pero ya no está abierta.
Smith Mountain Lake usa, entre otras, la dirección postal de Monetapara los hogares ubicados en ambos lados del embalse, ya sea en el condado de Bedford o en el de Franklin, ya que no hay una dirección postal propia del Smith Mountain Lake.
La Iglesia Bautista Olive Branch y la Holanda-Duncan House se enumeran en el Registro Nacional de Lugares Históricos.
El 26 de agosto de 2015, a las 6:46 a. m. EDT, durante el rodaje de una entrevista en vivo en la plaza Bridgewater, un equipo de la televisión local, formado por la reportera Alison Parker y el camarógrafo Adam Ward de WDBJ-7, fueron asesinados a tiros por un exempleado del WDBJ7, Vester Flanagan. La entrevistada, la jefa de la Cámara de Comercio de Smith Mountain Lake, Vicki Gardner, sobrevivió al ataque inicial y fue llevada a un hospital.